# Academia Rumana
La Academia Rumana (en rumano: Academia Română) es un foro cultural fundado en 1866 en Rumania bajo el nombre de Sociedad Literaria Rumana. Cubre los ámbitos científicos, artísticos y literarios. La academia tiene 181 miembros activos que son electos de por vida.
De acuerdo a su reglamento, los principales objetivos de la academia son el cultivo del idioma y literatura rumanas, el estudio de la historia de Rumania y la investigación en importantes ámbitos científicos. Algunos de los principales proyectos de la academia son el Diccionario explicativo de la lengua rumana (Dicţionarul explicativ al limbii române), el Diccionario de la literatura rumana y el Tratado de historia del pueblo rumano.
La Academia Rumana cuenta con las siguientes secciones científicas: Filología y Literatura, Ciencias históricas y arqueológicas, Ciencias matemáticas, Ciencias físicas, Ciencias químicas, Ciencias biológicas, Ciencias geonómicas, Ciencias técnicas, Ciencias agrícolas y silvícolas, Ciencias médicas, Ciencias económicas, jurídicas y sociológicas, Filosofía, teología, psicología y pedagogía, Arte, arquitectura y audiovisual, Ciencia y tecnología informática. 
La academia también edita la revista Académica.

## Historia
Bajo la iniciativa de  C. A. Rosetti, la academia fue fundada el 1 de abril de 1866 como Societatea Literară Română. Los miembros fundadores fueron ilustres miembros de la sociedad rumana de la época. El actual presidente de la academia (desde 2014) es el Profesor Ionel Valentin Vlad.
El nombre se cambió a Societatea Academică Romînă en 1867, y, finalmente, a Academia Română en 1879, durante el reinado de Carol I.

## Presidentes
- Ion Heliade Radulescu (1867-1870)
- August Treboniu Laurian (1870-1872)
- Nicolae Kretzulescu (1872-1873)
- August Treboniu Laurian (1873-1876)
- Ion Ghica (1876-1882)
- Dimitrie A. Sturdza (1882-1884)
- Ion Ghica (1884-1887)
- Mihail Kogalniceanu (1887-1890)
- Ion Ghica (1890-1893)
- George Barit (1893-1893)
- Iacob C. Negruzzi (1893-1894)
- Ion Ghica (1894-1895)
- Nicolae Kretzulescu (1895-1898)
- Petru Poni (1898-1901)
- Petre S. Aurelian (1901-1904)
- Ioan Kalinderu (1904-1907)
- Anghel Saligny (1907-1910)
- Iacob C. Negruzzi (1910-1913)
- Constantin I. Istrati (1913-1916)
- Petru Poni (1916-1920)
- Dimitrie Onciul (1920-1923)
- Iacob C. Negruzzi (1923-1926)
- Emil Racovita (1926-1929)
- Ioan Bianu (1929-1932)
- Ludovic Mrazec (1932-1935)
- Alexandru Lapedatu (1935-1938)
- Constantin Radulescu-Motru (1938-1941)
- Ion Th. Simionescu (1941-1944)
- Dimitrie Gusti (1944-1946)
- Andrei Radulescu (1946-1948)
- Traian Savulescu (1948-1959)
- Athanase Joja (1959-1963)
- Ilie G. Murgulescu (1963-1966)
- Miron Nicolescu (1966-1975)
- Serban Titeica (1975-1976)
- Theodor Burghele (1976-1977)
- Cristofor Simionescu (1977-1980)
- Gheorghe Mihoc (1980-1981)
- Ioan Anton (1981-1984)
- Radu Voinea (1984-1990)
- Mihai Corneliu Draganescu (1990-1994)
- Virgiliu N. G. Constantinescu (1994-1998)
- Eugen Simion (1998-2006)
- Ionel Haiduc (2006-)